# FK Dinamo Mahačkala
Futboljnij Klub Dinamo Mahačkala (ruski: Футбольный Клуб «Динамо» Махачкала) ruski je nogometni klub iz grada Mahačkale u Dagestanu. Trenutačno se natječe u Ruskoj Premijer ligi.